# 丹尼氏無鬚魮
丹尼氏無鬚魮（學名：Sahyadria denisonii），俗名紅眉道人或一眉道人，是一種亞熱帶魚類，屬於鯉科無鬚魮屬。它們是印度南部卡納塔克邦南部及喀拉拉邦山川及河流的特有種。它們喜歡棲息在水溫15至25℃的環境，其壽命超過8歲。

## 特徵
丹尼氏無鬚魮的身體呈魚雷狀，鱗片銀色，由前端經眼睛至身體中間有一條紅線。紅線下有一條延伸至尾巴的黑線。當成熟後，頭頂上會有很明顯的綠色或藍色斑紋。它們可以長達15厘米。

## 棲息地及威脅
丹尼氏無鬚魮是安契可維河（Achenkovil）及柴利雅川（Chaliyar River）的特有種。其分佈地估計只有8805平方公里。它們是底棲的，並且是群居的。它們喜歡亞熱帶的氣候，pH值6.8至7.8，硬度5至25，水溫15至25℃。
丹尼氏無鬚魮被過度捕捉來作為寵物出售，令它們有滅絕的潛在風險。雖然被當地政府列為瀕危，但很多其他政府部門卻將它們看為出口貨品。它們最初是於1996年被捕捉及出口。於1997年，它們是三大新觀賞魚之一。到了2007年至2008年，它們的出口佔了印度活觀賞魚的60至65%，總值154萬美元。
2010年，國際自然保護聯盟因應丹尼氏無鬚魮有限的棲息地、棲息地質素及其數量下降，將它們列為易危。

## 飼養

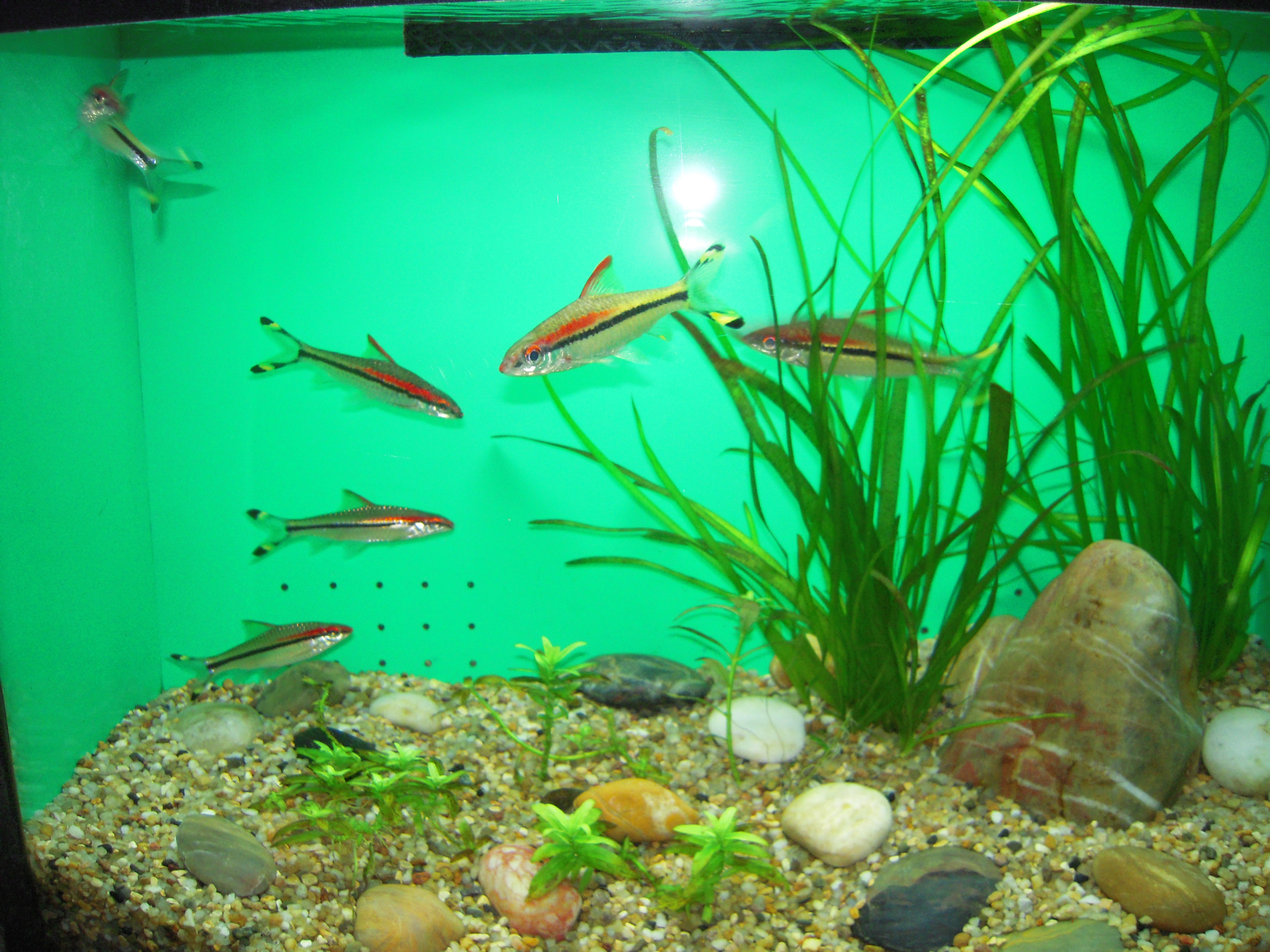
在上海海洋水族館的丹尼氏無鬚魮。

丹尼氏無鬚魮是較為新的飼養魚。它們是群居的，所以需要成群的飼養。它們較為溫馴，但也有指當餵飼時會變稍帶攻擊性，若空間細小情況更為嚴重。它們吃紅蟲、蝦、肉、碎魚糜及一些植物。

## 繁殖
經年來都未能人工繁殖丹尼氏無鬚魮。於2009年就指在印度成功的繁殖了它們。這可以為將來保育它們作出了重大的貢獻。

## 外部連結
- www.fishesninverts.com
- Fishbase（页面存档备份，存于）